# Naufragio del Principessa Jolanda

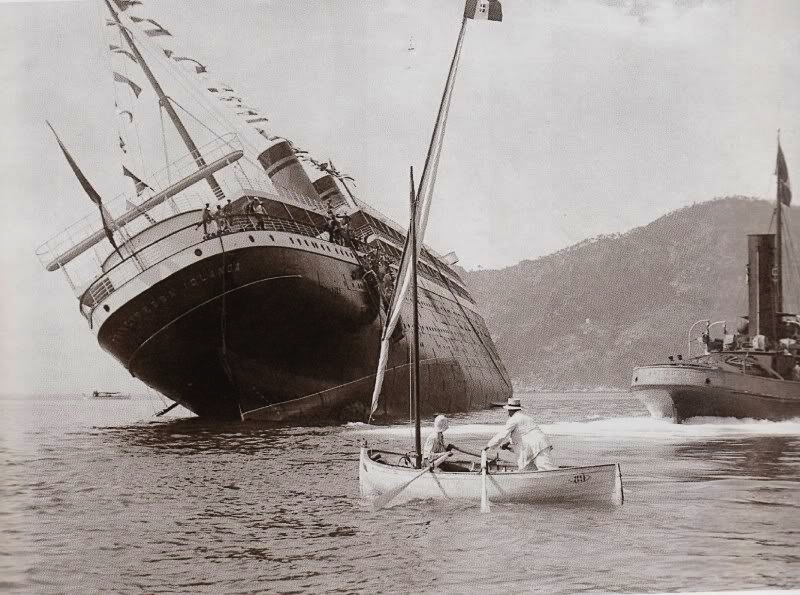
La nave subito dopo il varo.

Con l'espressione naufragio del Principessa Jolanda ci si riferisce al sinistro marittimo dell'omonimo piroscafo avvenuto a Riva Trigoso, frazione di Sestri Levante, il 22 settembre 1907.

## Storia
Il piroscafo Principessa Jolanda venne commissionato dal Lloyd Italiano ai cantieri navali di Riva Trigoso insieme al Principessa Mafalda, sua nave gemella, in onore delle figlie del re Vittorio Emanuele III. Per le due navi, che avevano ciascuna una stazza di 9.210 tonnellate, lunghezza di 141 metri, larghezza 17, due alberi, due fumaioli, due eliche, un apparato motore da 12.000 cavalli e velocità 18 nodi, erano previsti 100 posti in classe lusso, 80 in prima classe, 150 in seconda e 1.200 posti per gli emigranti. Le intenzioni del Lloyd Italiano erano di destinare le due navi al servizio di linea per il Sud America, in concorrenza con le società di navigazione straniere di grande prestigio come la Cunard o la White Star Line.
Il Principessa Jolanda era un transatlantico italiano di lusso, costò sei milioni di lire e venne dotato – fra i primi – di illuminazione elettrica, telegrafo senza fili e telefono in ogni cabina di prima classe. Rispetto al Principessa Mafalda, il Principessa Jolanda venne ultimato per primo, e, allo scopo di entrare in servizio il prima possibile, era già stato completamente allestito con attrezzature, motori, arredamenti e suppellettili. La società aveva iniziato una massiccia campagna pubblicitaria facendo risaltare le eccezionali caratteristiche della nuova nave e mostrandola, in alcune illustrazioni, già navigante ancor prima del varo.

## Il varo
Alla presenza delle autorità e di numerosi giornalisti stranieri, il Principessa Jolanda venne varato alle 12:25 del 22 settembre 1907 a Riva Trigoso, frazione del comune di Sestri Levante, in provincia di Genova. Madrina della cerimonia fu Ester Piaggio, moglie del senatore Erasmo Piaggio, presidente del Lloyd Italiano.
Appena terminata la corsa sullo scivolo del varo e toccata l'acqua, la nave si piegò subito su un fianco e prese a imbarcare acqua dagli oblò, non ancora montati. Nonostante fosse stata abbassata l'ancora di dritta per tentare di controbilanciare lo sbandamento e i rimorchiatori cercassero di trascinare lo scafo verso il fondale sabbioso del basso arenile, la nave si inabissò dopo venti minuti, adagiandosi sul fondo del mare sulla fiancata sinistra, mentre la destra rimase a pelo d'acqua.
Nelle settimane seguenti al naufragio furono molte le visite e le ispezioni al relitto. I tecnici del cantiere navale salirono sulla fiancata destra della nave, che spuntava dall'acqua, per valutarne la situazione e le possibilità di recupero, ma ciò non fu ritenuto possibile. Venne perciò prelevato e salvato tutto quello che si poté salvare, mentre il resto della nave fu demolito sul posto.
Il 22 ottobre 1908, poco più di un anno dopo, fra mille ripensamenti, venne varato il Principessa Mafalda, nave gemella del Principessa Jolanda. Questa volta, però, allo scopo di evitare un nuovo affondamento durante il varo, la nave venne messa in acqua zavorrata e senza le sovrastrutture dei ponti superiori.
Anche questo avrebbe avuto però un destino tragico: naufragò il 25 ottobre 1927 al largo delle coste brasiliane, a seguito della rottura dell'albero di un'elica, causando circa 360 morti.

## Cause dell'affondamento
Dalle varie fotografie esistenti si nota che il pescaggio del Principessa Jolanda era veramente esiguo e che il baricentro era esageratamente alto. Poiché il carbone non era ancora stato caricato e le zavorre erano ancora vuote, bastò pochissimo per dare alla nave lo sbandamento iniziale, che si aggravò di lì a poco.
Inoltre, durante la discesa sullo scivolo del varo, mentre la poppa, con una rotazione sull'asse trasversale della nave, aveva toccato l'acqua e aveva iniziato a sollevarsi, la prua premette contro lo scivolo stesso, forse causando una falla sulla chiglia che contribuì all'affondamento. Alla fine venne stabilito che l'intera responsabilità della perdita del piroscafo era da attribuirsi al cantiere navale, colpevole di errori tecnici di calcolo.